# Nevzine tatlısı
Il Nevzine tatlısı (in turco: "dolce di nevzine") è un dessert turco a base di tahina, pekmez e noci. È una specialità regionale della provincia di Kayseri. Di solito viene servito durante il Ramadan e nei giorni festivi.

## Preparazione
Il Nevzine tatlısı è fatto con un impasto lievitato a base di farina, uova, olio vegetale, tahina, latte e un po' d'aceto per attivare il bicarbonato di sodio che funge da agente lievitante. Dopo aver lavorato l'impasto, vengono incorporate le noci schiacciate prima che l'impasto venga impastato una seconda volta. È cotto in forno su un vassoio non ingrassato e viene facoltativamente guarnito con noci. Per fare lo sciroppo di melassa, una melassa d'uva chiamata pekmez viene riscaldata sul fuoco con lo zucchero: il risultato è uno sciroppo chiamato şerbet. Lo şerbet caldo viene versato sul dessert mentre è bollente. Ci vogliono diverse ore prima che il dessert si raffreddi e sia cosi' pronto per essere servito.